# 鬼才之道
《鬼才之道》是一部2024年上映的臺灣恐怖喜劇電影，由徐漢強執導，該電影於2024年8月7日在臺灣上映。以都市傳說為主題，講述鬼魂們在陰間努力發展演藝事業，並立志成為靈界巨星的故事。

## 劇情
「同學」（王淨飾）生前總是萬般努力卻一事無成、缺乏才華，甚至連名字都讓人難以記住。成為新人女鬼後，她來到了以嚇人出名、業績至上、競爭激烈的鬼界。由於她無趣的經歷和平庸的死因，並未帶有淒厲的怨念。「同學」在厲鬼經紀人Makoto（陳柏霖飾）的引薦下，與過氣鬼后凱薩琳（張榕容飾）及其他幾名鬼魂組成魯蛇團隊，於一間破舊的旅館合夥嚇人。然而，他們卻被紅遍陰陽兩界的鬼界天后潔西卡（姚以緹飾）盯上並遭到打壓。這些已被活人徹底遺忘的魯蛇鬼們，必須在重重困境中尋找出名的方法，同時找到自己的價值和歸屬。

## 演員
- 陳柏霖 飾 Makoto，凱薩琳的厲鬼經紀人，生前是偶像藝人。
- 張榕容 飾 凱薩琳，過氣鬼后，專長是大法師式倒立嚇人。
- 王淨 飾 同學（卓曉雷），生前是一事無成的女學生，因為害怕會消失，因此決定成為厲鬼。
- 百白 飾 卡蜜拉，同學的鬼好友，生前似乎家境很有錢。
- 曾威豪 飾 柯國隆，凱薩琳團隊的成員之一，生前喜歡玩網路遊戲。
- 眼肉芽 飾 秋霜姐（名鬼會客室主持人）
- 姚以緹 飾 潔西卡，原本是凱薩琳團隊的成員，離開凱薩琳自立門戶，並且成為新的猛鬼天后。
- 葛凡 飾 潔西卡的經紀人
- 那維勳 飾 鬼同學的爸爸
- 葉靜涵 飾 鬼同學的姐姐
- 賴雨霏 飾 鬼同學小時候
- 黃迪揚 飾 鬼委會長官
- 林鶴軒 飾 陽間網紅超鐵齒，與其他網紅前往飯店拍攝靈異節目。
- 龍龍 飾 陽間網紅蘿拉，與超鐵齒前往飯店拍片。
- 昶瑋 飾 陽間網紅衰衰，與超鐵齒以及蘿拉前往飯店拍片。
- 尹宣方 飾 辛亥三姐妹大姐
- 張承賢（哈利） 飾 辛亥三姐妹二姐
- 賴玟君（亮亮） 飾 辛亥三姐妹三姐
- 黃豪平 飾 主播鬼，負責轉播凱薩琳及潔西卡競賽的畫面。
- 吳志慶（大飛） 飾 賽評鬼
- 楊達敬 飾 雙女鬼大戰記者A
- 洪藜恩 飾 雙女鬼大戰記者B
- 羅香菱 飾 廁所女鬼，鬼同學與卡蜜拉在公園遇到的三人鬼之一。
- 曹瑜 飾 紅包鬼，鬼同學與卡蜜拉在公園遇到的三人鬼之一。
- 李進中 飾 涼亭鬼，鬼同學與卡蜜拉在公園遇到的三人鬼之一。
- 陳葳 飾 紅衣小女鬼
- 蔡邵桓（叉燒） 飾 玉山小飛俠之一
- 蘇耀庭 飾 玉山小飛俠之二
- 舒偉傑 飾 公務員鬼
- 車昕 飾 醫院女鬼
- 賀瓏 飾 鬼視新聞主播。
- 董仔 飾 金鬼獎、選拔會主持人
- 雲靖云 飾 中和凶宅上吊女鬼
- 劉冠宏 飾 找手男
- 陳怡樺 飾 旺來大飯店老闆娘
- 陽靚 飾 女星
- 竺定誼 飾 社畜房客，同學第一次在飯店試圖驚嚇的房客。
- 林宴慈 飾 高馬尾女友，前往飯店住宿的房客情侶
- 謝章穎 飾 男友，前往飯店住宿的房客情侶
- 張雅玲 飾 前導片網紅

## 製作
繼2019年恐怖電影《返校》取得商業成功後，徐漢強決定在新項目中採用更輕鬆和喜劇化的手法。他注意到鬼怪題材電影在臺灣日益受歡迎，於是與編劇蔡坤霖合作，於2020年開發了新專案，該專案後來成為《鬼才之道》。2021年2月17日，兩人投入超過100萬新台幣拍攝了一部長達6.5分鐘的前導概念短片，這部短片引發了廣泛的熱議和網路討論。陳柏霖、張榕容、曾威豪出現在短片中，政治諷刺新聞頻道「眼球中央電視台」的眼肉芽則客串演出。
此後電影開始進行製作階段，在前期作業及編寫、修改劇本經2年的製作時間，前後改寫超過二十個版本。徐漢強表示這是因為預告片出乎意料地受歡迎所致。
2022年1月19日，索尼影業國際製片宣佈合作共同製作這部電影。這這是該索尼影業繼2002年電影《雙瞳》後20年來首次參與臺灣電影製作，並資助了該片超過一半的製作預算，同時索尼影業還獲得了影片的全球發行和改編權。2022年12月，宣布王淨、百白加入主演陣容。
牽猴子股份有限公司在電影《鬼才之道》中負責製作。該公司為電影的主要製作商，並參與整體的製作過程，包括拍攝和後期製作 。該片的製作預算由牽猴子股份有限公司和索尼影業共同支持，後者還負責全球發行和改編權的獲得 。

### 拍攝
電影的主要攝影原定於2021年開始，但因重寫劇本和嚴重特殊傳染性肺炎臺灣疫情而延遲至2022年12月開拍，於2023年1月30日殺青。該片共一半鏡頭於桃園市取景。
片中的主舞台旺來溫泉大飯店主要在宜蘭縣礁溪鄉的香檳溫泉大飯店拍攝。製作團隊花費了一個月的時間翻修了九樓並建造了一個假電梯場景，以重現1970至1980年代的氛圍。拍攝還在新北市汐止區、基隆市中山區進行。

### 後期製作
由於大量的視覺特效鏡頭，電影在拍攝結束後又進行了一年的後期製作，官方預告片於2024年4月1日發布，該片於2024年5月16日的第77屆坎城影展電影市場「金馬奇幻之旅」單元中亮相。

### 製作團隊
- 導演：徐漢強[20]
- 編劇：徐漢強、蔡坤霖
- 執行製作人：陳彥儒
- 製作人：陳怡樺
- 總監製：陳怡樺
- 副導演：張鈺苹
- 配樂：盧律銘、林孝親、林思妤
- 攝影：周宜賢（英语：Patrick Chou）
- 燈光：謝松銘
- 錄音：吳建緯
- 剪接：解孟儒、江翊寧
- 製片：董鼎安、蔡宜庭、賴玟綺、潘珏文
- 製作：牽猴子股份有限公司

## 樂曲

### 主題曲
〈鬼才出道〉
- 演唱：王若琳／作詞：陳虹任／作曲：Joanna Wang

### 插曲
〈Dead Talents Society〉
- 演唱：王若琳／作詞：Joanna Wang／作曲：Joanna Wang

〈愛的視線〉
- 演唱：Makoto／作詞：盧律銘／作曲：盧律銘

## 發行
《鬼才之道》於2024年6月28日在2024年台北電影獎上進行了全球首映，8月7日在臺灣正式上映。2024年8月15日在香港及澳門正式上映。2024年9月5日在马来西亚正式上映。2025年2月22日在中国大陆上映，為配合電影審查制度，上映片名为《詭才之道》，與原作不同的是加插了一段「戲中戲」情節。
該片亦入選第49屆多倫多國際電影節「午夜瘋狂」單元，標誌著其北美首映，並將在第19屆奇幻电影节上放映。

## 獎項

### 金馬獎
| 年份 | 獎項名稱     | 提名獎項         | 提名                   | 結果 |
| ---- | ------------ | ---------------- | ---------------------- | ---- |
| 2024 | 第61屆金馬獎 | 最佳劇情片       | 《鬼才之道》           | 提名 |
| 2024 | 第61屆金馬獎 | 最佳導演         | 徐漢強                 | 提名 |
| 2024 | 第61屆金馬獎 | 最佳原著劇本     | 徐漢強、蔡坤霖         | 提名 |
| 2024 | 第61屆金馬獎 | 最佳女配角       | 張榕容                 | 提名 |
| 2024 | 第61屆金馬獎 | 最佳視覺效果     | 郭憲聰、邱俊毅         | 獲獎 |
| 2024 | 第61屆金馬獎 | 最佳美術設計     | 王誌成、梁碩麟         | 獲獎 |
| 2024 | 第61屆金馬獎 | 最佳造型設計     | 施筱柔                 | 獲獎 |
| 2024 | 第61屆金馬獎 | 最佳動作設計     | 黃泰維                 | 獲獎 |
| 2024 | 第61屆金馬獎 | 最佳原創電影音樂 | 鬼才大Band             | 提名 |
| 2024 | 第61屆金馬獎 | 最佳原創電影歌曲 | 王若琳〈鬼才出道〉     | 獲獎 |
| 2024 | 第61屆金馬獎 | 最佳音效         | 簡豐書、湯湘竹、陳家俐 | 提名 |

### 台灣影評人協會獎
| 年份 | 頒獎典禮              | 獎項       | 入圍者         | 結果 |
| ---- | --------------------- | ---------- | -------------- | ---- |
| 2025 | 第6屆台灣影評人協會獎 | 最佳影片   | 《鬼才之道》   | 提名 |
| 2025 | 第6屆台灣影評人協會獎 | 最佳導演   | 徐漢強         | 獲獎 |
| 2025 | 第6屆台灣影評人協會獎 | 最佳劇本   | 徐漢強、蔡坤霖 | 提名 |
| 2025 | 第6屆台灣影評人協會獎 | 最佳女演員 | 張榕容         | 提名 |

### 香港電影金像獎
| 年份 | 頒獎典禮             | 獎項             | 入圍者       | 結果 |
| ---- | -------------------- | ---------------- | ------------ | ---- |
| 2025 | 第43屆香港電影金像獎 | 最佳亞洲華語電影 | 《鬼才之道》 | 提名 |

### 台北電影獎
| 年份 | 頒獎典禮         | 獎項         | 入圍者                                                     | 結果 |
| ---- | ---------------- | ------------ | ---------------------------------------------------------- | ---- |
| 2025 | 第27屆台北電影獎 | 最佳劇情長片 | 《鬼才之道》                                               | 提名 |
| 2025 | 第27屆台北電影獎 | 最佳導演     | 徐漢強                                                     | 獲獎 |
| 2025 | 第27屆台北電影獎 | 最佳編劇     | 徐漢強、蔡坤霖                                             | 提名 |
| 2025 | 第27屆台北電影獎 | 最佳男主角   | 陳柏霖                                                     | 提名 |
| 2025 | 第27屆台北電影獎 | 最佳女主角   | 張榕容                                                     | 提名 |
| 2025 | 第27屆台北電影獎 | 最佳女配角   | 姚以緹                                                     | 提名 |
| 2025 | 第27屆台北電影獎 | 最佳配樂     | 盧律銘、林孝親、林思妤                                     | 提名 |
| 2025 | 第27屆台北電影獎 | 最佳剪輯     | 解孟儒、江翊寧                                             | 提名 |
| 2025 | 第27屆台北電影獎 | 最佳美術設計 | 王誌成、梁碩麟                                             | 提名 |
| 2025 | 第27屆台北電影獎 | 最佳造型設計 | 施筱柔                                                     | 提名 |
| 2025 | 第27屆台北電影獎 | 最佳聲音設計 | 簡豐書、湯湘竹、陳家俐                                     | 提名 |
| 2025 | 第27屆台北電影獎 | 最佳視覺效果 | 郭憲聰、邱俊毅                                             | 獲獎 |
| 2025 | 第27屆台北電影獎 | 傑出技術     | 原創電影歌曲〈鬼才出道〉詞：陳虹任、曲：王若琳、唱：王若琳 | 提名 |
| 2025 | 第27屆台北電影獎 | 傑出技術     | 動作指導 黃泰維                                            | 獲獎 |

### 國際影展
- 加拿大多倫多國際電影節 - 午夜單元觀眾票選亞軍
- 美國奇幻电影节 - 觀眾票選獎、最佳恐怖片導演獎[27]
- 美國布魯克林恐怖影展（英语：Brooklyn Horror Film Festival） - 觀眾票選獎、Dark Matter競賽單元最佳影片／最佳整體演出[28]
- 法國史特拉斯堡歐洲奇幻影展（英语：Strasbourg European Fantastic Film Festival） - 觀眾票選獎[29]
- 西班牙錫切斯電影節：錫切斯精選觀眾票選獎、亞洲焦點觀眾票選獎[30]
- 芬蘭夜視奇幻電影節（英语：Night Visions (film festival)） - 觀眾票選冠軍
- 荷蘭鹿特丹影展：入選 Limelight 單元[31]

## 反响

### 票房
《鬼才之道》上映首日創下350萬新台幣的票房紀錄，並在首個週末累積超過1,500萬新台幣的收入。電影在第二週票房達到3,000萬新台幣。

### 評價
《南華早報》的詹姆斯·馬什（James Marsh）給予《鬼才之道》4星（滿分5星）的評價，形容這部電影「充滿奇思妙想、頻頻引人發笑，且讓人無所顧忌地感到愉悅」，並且對於存在目的的探索深具洞見」。
《鏡週刊》的黃以曦將《鬼才之道》稱為一部完整且精心製作的超自然喜劇，並指出儘管影片的設置可能與《怪兽电力公司》和《可可夜總會》有相似之處，但其對現實生活困境和社會現象的深刻評論使得世界觀更顯獨特」。徐佑德在《關鍵評論網》讚揚了電影的娛樂性、視覺設計以及實驗性的敘事手法，同時注意到導演在恐怖與喜劇元素之間尋求平衡的大膽嘗試，成功創造出一個獨特的來世世界。
在《聯合報》的影評中，塗翔文稱《鬼才之道》為臺灣類型電影成熟的里程碑，讚揚影片獨特的世界觀設定、暖心的角色弧光以及強大的技術執行力，創造了一部兼具高度娛樂性與情感共鳴的作品，展現了成功同類型電影的真正工藝。

## 外部連結
- 鬼才之道的Facebook專頁
- 鬼才之道的Instagram帳戶
- 鬼才之道的新浪微博
- 豆瓣电影上《鬼才之道》的資料 （简体中文）
- Metacritic上《鬼才之道》的資料（英文）
- 爛番茄上《鬼才之道》的資料（英文）
- Box Office Mojo上《鬼才之道》的资料（英文）
- 互联网电影数据库（IMDb）上《鬼才之道》的资料（英文）